# Любимовка (Солонянский район)
Любимовка (укр. Любимівка) — село,
Башмачанский сельский совет,
Солонянский район,
Днепропетровская область,
Украина.
Код КОАТУУ — 1225081003. Население по переписи 2001 года составляло 239 человек.

## Географическое положение
Село Любимовка находится в 3-х км от правого берега реки Днепр в мокрой балке Канцерка, которая тянется от шоссе Запорожье — Днепропетровск до Днепра. На расстоянии в 2 км расположено село Шестиполье. По селу протекает пересыхающий ручей с запрудой. К селу примыкает большой садовый массив. Рядом проходит автомобильная дорога Н-08.